# 迪亚杜门尼安
馬庫斯·奥佩利烏斯·安東尼努斯·迪亞杜門尼安努斯（拉丁語：Marcus Opellius Antoninus Diadumenianus，208年9月14日—218年6月），英語化作迪亞杜門尼安（英語： [/daɪˈædʊˌmiːniən/]），於218年5月至6月間短暫在任羅馬皇帝。迪亞杜門尼安生於208年，217年5月在其父马克里努斯刺殺前任皇帝卡拉卡拉成為新任皇帝後受封為凱撒，218年5月在埃拉伽巴路斯起兵數日後陞為奧古斯都，成為共治皇帝。218年6月18日，馬克里努斯在安條克之役中遭到擊敗後，欲將迪亞杜門尼安送往安息帝國國王阿尔达班四世的王宮避難，惟迪亞杜門尼安在路途中被截獲，於當月底被處決。

## 生平
迪亞杜門尼安於208年9月14日生於羅馬帝國，父親為御衛隊長官马克里努斯，母親則為諾尼亞·塞爾薩（可能為化名）。217年4月8日，馬克里努斯刺殺了時任羅馬皇帝的卡拉卡拉，3日後自封為新任皇帝。不久，迪亞杜門尼安就在自安条克前往美索不達米亞的途中，於敘利亞的傑歐格瑪（今土耳其加济安泰普省）受封為凱撒。之後，他在名字中加上了「安東尼努斯」（Antoninus），以紀念安敦尼王朝。
218年5月16日，卡拉卡拉的親戚埃拉伽巴路斯於埃米薩（今敘利亞霍姆斯）起兵。為了鎮壓埃拉伽巴路斯，馬克里努斯率其部前往位於阿帕米亚（今敘利亞卡拉阿馬迪克）的御衛隊要塞。在那裡，他將迪亞杜門尼安陞為奧古斯都，成為共治皇帝。218年6月18日，馬克里努斯在安條克之役中遭到擊敗，準備向北逃亡至博斯普鲁斯王国；在啟程前，他將迪亞杜門尼安托付給隨從，欲將其送往安息帝國國王阿尔达班四世的王宮避難，惟迪亞杜門尼安在途徑傑歐格瑪時被截獲，於當月底被處決。他的頭顱隨後被送往埃拉伽巴路斯處，據稱被其作為戰利品保存。

## 貨幣學
迪亞杜門尼安在任凱撒時，羅馬帝國政府為其鑄造了大量硬幣，不過數量仍較其父馬克里努斯為少。由於迪亞杜門尼安在任羅馬皇帝期間不長，將其描繪成奧古斯都的硬幣極為稀有，已知僅有第纳里乌斯一種。古錢幣學家柯蒂斯·克萊（Curtis Clay）便據此認為許多鑄有迪亞杜門尼安頭像的硬幣在埃拉伽巴路斯繼任為羅馬皇帝後隨即遭到熔毁。此外，一些東部地區鑄造的硬幣為迪亞杜門尼安加上了古希臘人用來稱呼奧古斯都的尊稱頭銜「塞巴斯托斯」。目前已知有一種奧里斯金幣鑄有迪亞杜門尼安的頭像（其反面則鑄有司珀斯立像），另有一種半奧里斯金幣鑄有迪亞杜門尼安手持權杖及鷹旗的樣貌。

### 註腳
1. ↑  Vagi 2000，第289－290頁.
2. ↑  Vagi 2000，第289頁.
3. 1 2  Vagi 2000，第290頁.
4. ↑  Bédoyère 2017，第236頁.
5. ↑  Bunson 1991，第130頁.
6. ↑  Friedberg, Friedberg & Friedberg 2017，第45頁.